# Janet Jackson's Rhythm Nation 1814
Janet Jackson's Rhythm Nation 1814 eller ibland stiliserat som endast Rhythm Nation är det fjärde studioalbumet av Janet Jackson, utgivet av A&M Records den 19 september 1989.

## Låtlista
Information hämtad från Discogs. Alla spår skrevs och producerades av Janet Jackson och Jimmy Jam & Terry Lewis om inte annat anges.
| 1.           | "Interlude: Pledge"                        |              |                           | 0:47  |
| 2.           | "Rhythm Nation"                            |              |                           | 5:31  |
| 3.           | "Interlude: T.V."                          | Harris Lewis |                           | 0:22  |
| 4.           | "State of the World"                       |              |                           | 4:48  |
| 5.           | "Interlude: Race"                          | Harris Lewis |                           | 0:05  |
| 6.           | "The Knowledge"                            | Harris Lewis |                           | 3:54  |
| 7.           | "Interlude: Let's Dance"                   | Harris Lewis |                           | 0:03  |
| 8.           | "Miss You Much"                            | Harris Lewis |                           | 4:12  |
| 9.           | "Interlude: Come Back"                     | Harris Lewis |                           | 0:21  |
| 10.          | "Love Will Never Do (Without You)"         | Harris Lewis |                           | 5:50  |
| 11.          | "Livin' in a World (They Didn't Make)"     | Harris Lewis |                           | 4:41  |
| 12.          | "Alright"                                  |              |                           | 6:26  |
| 13.          | "Interlude: Hey Baby"                      | Harris Lewis |                           | 0:10  |
| 14.          | "Escapade"                                 |              |                           | 4:44  |
| 15.          | "Interlude: No Acid"                       | Harris Lewis |                           | 0:05  |
| 16.          | "Black Cat"                                | Jackson      | Jackson Jellybean Johnson | 4:50  |
| 17.          | "Lonely"                                   |              |                           | 4:59  |
| 18.          | Come Back to Me"                           |              |                           | 5:33  |
| 19.          | "Someday Is Tonight"                       |              |                           | 6:00  |
| 20.          | "Interlude: Livin'...In Complete Darkness" | Harris Lewis |                           | 1:07  |
| Total längd: | Total längd:                               | Total längd: | Total längd:              | 64:34 |

## Topplistor

### Veckolistor
| Lista (1989)                                   | Högsta position |
| ---------------------------------------------- | --------------- |
| Australien (ARIA Charts)                       | 1               |
| Europa European Top 100 Albums (Music & Media) | 23              |
| Nederländerna (Album Top 100)                  | 28              |
| Kanada Top Albums/CD'S (RPM)                   | 5               |
| Sydafrika (RISA)                               | 1               |
| USA Billboard 200                              | 1               |
| USA Top Black Albums (Billboard)               | 1               |

### Årslistor
| Lista (1989)                 | Högsta position |
| ---------------------------- | --------------- |
| Kanada Top Albums/CD'S (RPM) | 53              |

| Lista (1990)                     | Högsta position |
| -------------------------------- | --------------- |
| Kanada Top Albums/CD'S (RPM)     | 25              |
| Nya Zeeland (RMNZ)               | 25              |
| USA Billboard 200                | 1               |
| USA Top Black Albums (Billboard) | 1               |

| Lista (1991)                     | Högsta position |
| -------------------------------- | --------------- |
| Australien (ARIA Charts)         | 13              |
| USA Top Black Albums (Billboard) | 77              |

## Certifikat och försäljning
| Kanada (Music Canada)                                                          | Platina   | 100 000 ^    |
| Sydafrika (RISA)                                                               | 5xPlatina | 250 000 ^    |
| USA (RIAA)                                                                     | 6xPlatina | 7 000 000 ×  |
| Internationellt                                                                | —         | 12 000 000 × |
| ^ avser siffror baserade på certifikat × avser siffror baserade på försäljning |           |              |